# Муртен
Муртен или Мора (нем. Murten, фр. Morat) — коммуна в Швейцарии, в кантоне Фрибур. Расположена на озере Муртензе, входит в округ Зе.
Население 9371 человек (на 31 декабря 2021 года в границах 2022 года). Площадь 36,4 км². Муртен не соответствует критериям города, разработанным Федеральным статистическим управлением, но исторически считается городом и в таком качестве включается в статистические справочники.

## История

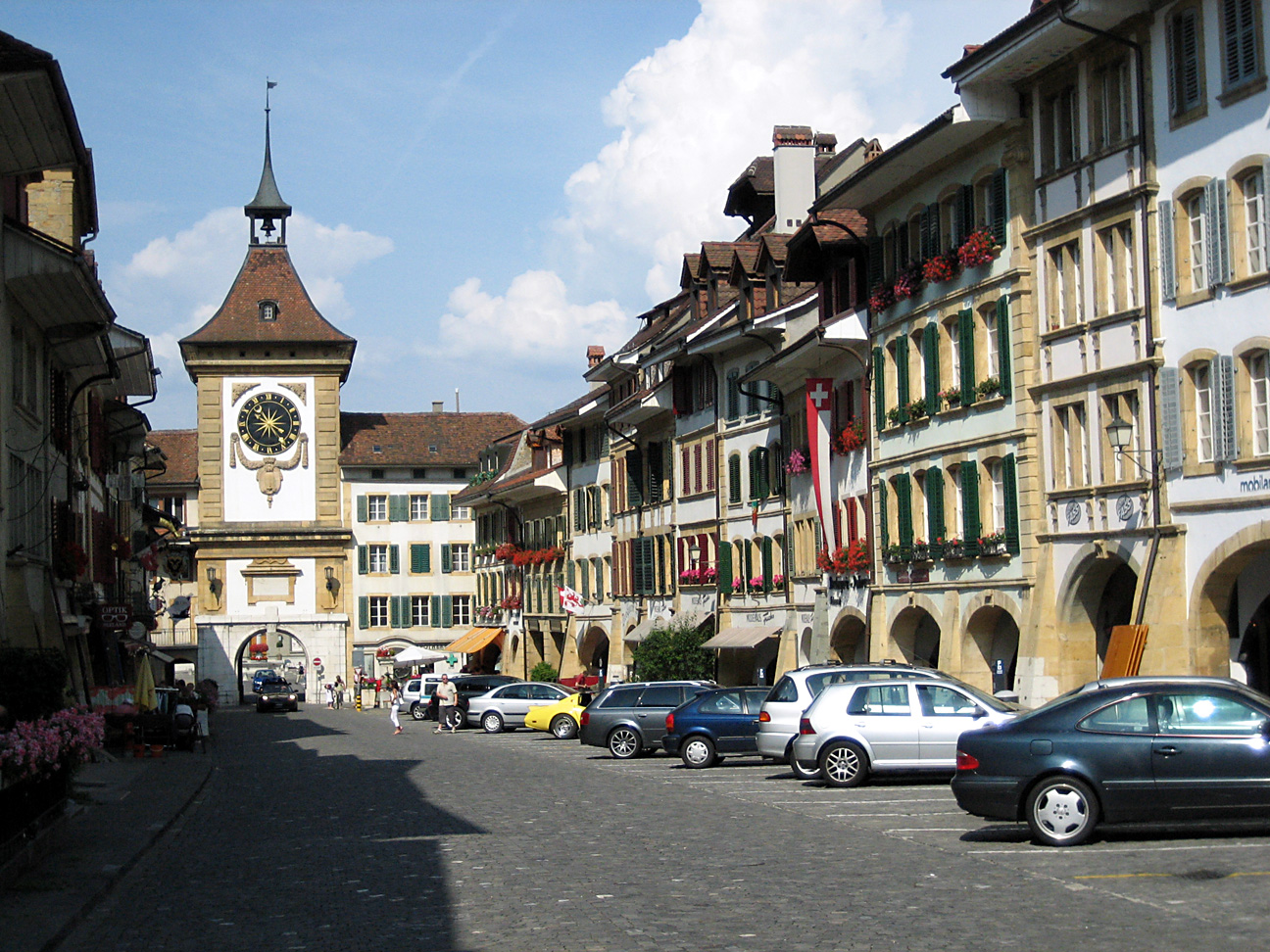
Hauptgasse в старом городе в центре Муртена

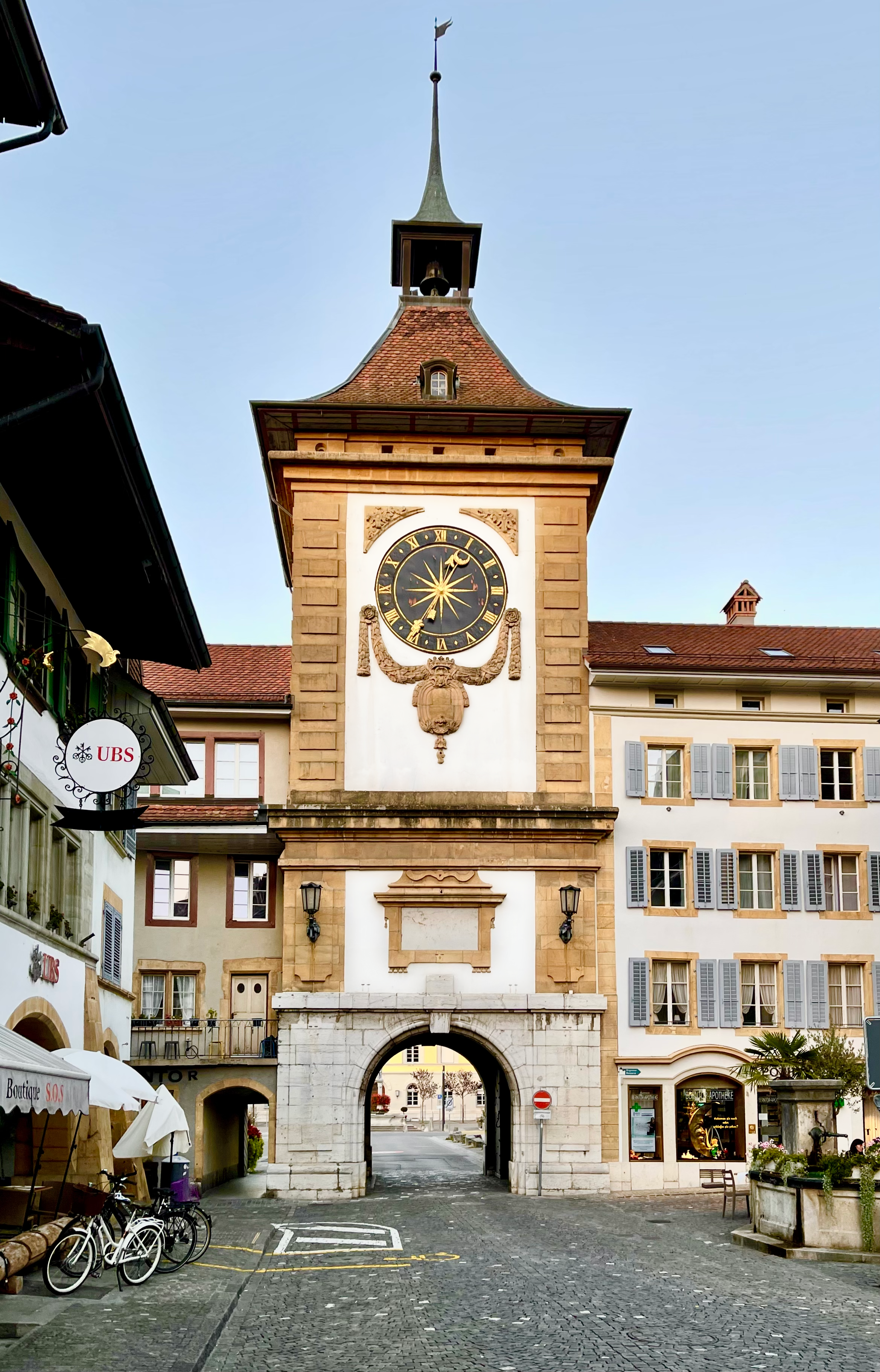
Бернтор в Муртена

Впервые Муртен упоминается в документах в 515 году как Muratum, который передавался в дар монастырю Санкт-Мориц. Название населенного пункта предположительно произошло от кельтского Moridunum (mori — озеро и dunum — крепость).
Муртен принадлежал королевству Бургундия, центр которого с 888 года находился в Санкт-Морице. В 1033—1034 гг. крепость Муртена была захвачена императором Конрадом II и разрушена. В период между 1157 и 1177 годом Муртен был заново отстроен герцогом Бертольдом IV, вскоре после чего испытал экономический подъём и стал с 1218 года свободным имперским городом. Однако расположение в пограничном районе между владениями герцогов Савойи и Габсбургов делало жизнь города неспокойной. В 1238 вокруг города была возведена крепостная стена, укрепления которой сохранились до наших дней. В 1255 году в период правления Петра II Савойского Муртен попал под власть Савойи, где и оставался за немногими исключениями до 1475 года. В 1416 году большая часть деревянных построек города была уничтожена пожаром, в то время как городские укрепления не пострадали от огня.
Новая страница истории города началась во время бургундских войн между Швейцарским союзом и герцогом Бургундии Карлом Смелым. Муртен в это время принадлежал Якову Савойскому, маршалу Бургундии. Город, имевший тесные экономические связи с Берном, в 1457 году добровольно сдался швейцарцам, выступавшей против Бургундии и союзной ей Савойи. После того, как Карл Смелый потерпел поражение в битве при Грансоне, в 1476 году он осадил Муртен. 22 июня 1476 состоялась битва при Муртене, в которой войска Швейцарского союза и их союзники нанесли значительный урон бургундскому герцогу. По Фрибурскому мирному договору 1476 года Савойя уступила Муртен Швейцарскому союзу.
До 1798 года Муртеном совместно управляли Берн и Фрибур, которыми поочередно назначался сроком на 5 лет инспектор, резиденция которого находилась в Муртенском замке.
В 1530 году Муртен примкнул к Реформации, что породило разногласия между католическим Фрибуром и Берном. Берн принял на себя функции управления церковными и гражданскими делами, в то время как Фрибур отвечал за военное управление. Вместе с тем, в мирное время Берн получал большее влияние на гражданскую жизнь города, что постепенно привело к продвижению немецкого языка в тогда еще преимущественно франкоязычном Муртене.
С 1803 года город и коммуна Муртен отошли к кантону Фрибур.

## География

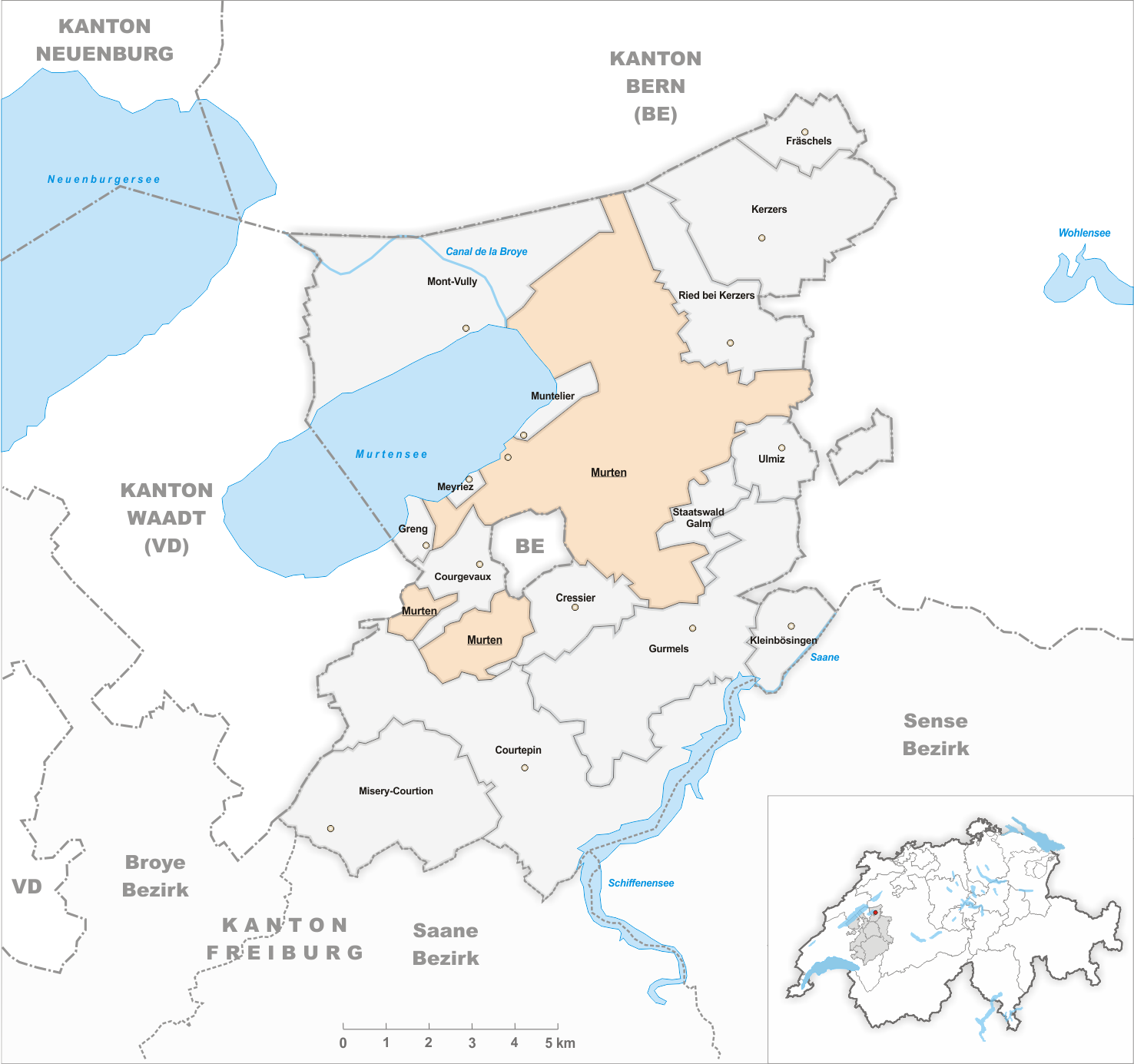
Муртен на карте округа Зе

Город расположен на высоте 453 метра над уровнем моря, в 14 километрах к северу от столицы кантона Фрибур на юго-восточном берегу Муртензе.
В состав коммуны Муртен входят также сельские поселения Прель на юго-восточной окраине города, Лёвенберг и Эрли. В разное время к Муртену присоединились другие коммуны: Бург (1975), Альтавилла на плоскогорье близ Муртена (1991), Бюхслен (2013), Курлевон, Йойсс, Луртиген и Зальвенах (2016), Клавалейр (бывший до этого эксклавом кантона Берн), Гемпенах и Гальмиц (2022).
Коммуна Муртен состоит из 3 несвязанных между собой частей. Основная часть находится на южном (протяжённость побережья составляет около 1800 метров) и восточном берегах Муртензе в прибрежной долине и на Муртенской возвышенности, к юго-западу от неё расположены 2 небольших эксклава — Клавалейр и Курлевон.
К востоку от города простираются лесистые плоскогорья Бирхенвальд, Тримбли (до 560 метров над уровнем моря), Блостер (576 метров над уровнем моря) и Муртенский лес (Муртенвальд) (582 метра над уровнем моря).
Земли Муртена интенсивно используются в сельскохозяйственных целях. В 1997 году 54 % земель коммуны занимали сельскохозяйственные угодья, 27 % — леса и зеленые насаждения и 19 % — территория поселения.

## Население
Муртен — крупнейшая коммуна кантона Фрибур. В 1900 году численность населения в городе составляла 2645 жителей, затем она ненадолго уменьшилась, а после 1950 года постоянно росла, особенно после строительства новых жилых кварталов в 1990-е годы, которые заселяли в основном немцы, в результате доля франкофонов сократилась с 40 % в 1950-е годы до 13 % в наст. время.
По состоянию на 31 декабря 2021 года население Муртена составляло 8251 человек. 1 января 2022 года к Муртену присоединились коммуны Гемпенах (306 человек), Гальмиц (763 человека) и Клавалейр (51 человек).
76,5 % жителей Муртена говорят на немецком языке, 12,8 % горожан составляет франкоязычное население, для 1,9 % жителей родным является итальянский язык (по данным 2000 года). Город расположен в двуязычной франко-немецкой языковой зоне, однако, в отличие от остальной части кантона Фрибур, использование немецкого языка преобладает.
Примерно до XVII века население Муртена преимущественно говорило по-французски, однако немецкий язык приобретал всё большее значение, и в настоящее время основная часть населения города немецкоязычная. На немецком языке ведётся местное делопроизводство, но в школе сохраняются также и франкоязычные классы.

## Экономика
Исторически Муртен всегда был аграрным городком, в котором основное значение имела переработка выращенной в его окрестностях сельскохозяйственной продукции, а также торговля и рыболовство. Так как город до конца XIX века лежал в стороне от основных транспортных путей, индустриализация проходила медленно. Основным промышленным предприятием в это время была фабрика, на которой производились часы. Экономический подъем в Муртене начался только после Второй мировой войны.
По состоянию на 2001 год в городе имеется примерно 3400 рабочих мест, из них около 36 % приходится на промышленный сектор экономики, 61 % — на сферу бытового обслуживания и торговли и только 3 % населения занято в сельском хозяйстве.
На плодородных землях в окрестностях города развито овощеводство и садоводство, а также молочное хозяйство.
Промышленные районы Муртена расположены в непосредственной близости от железной дороги. Основные отрасли промышленности составляют электроника, производство стеклянных изделий, а также пищевая промышленность. Наряду с этим имеются предприятия малого и среднего бизнеса, осуществляющие деятельность в сфере строительства, транспортных перевозок, информационных технологий, точной механики и швейного производства.
В городе развито банковское дело и страхование, а также туристическая отрасль.

## Транспорт
Муртен расположен вдоль старой дороги, ведущей из Берна в Лозанну через Пайерне. Транзитное движение было устранено из старой части города с открытием в 1997 году туннеля длиной 2,2 километра между Лёвенбергом и Гренгом как части автомагистрали A1.
Железнодорожное движение связало Муртен с другими городами Швейцарии 12 июня 1876 года, когда была введена в эксплуатацию часть железнодорожного пути между Муртеном и Лиссом. Несколько позже, 25 августа 1876 года, была открыта железнодорожная линия Муртен — Пайерне — Палезио. В 1898 году открылось железнодорожное сообщение с Фрибуром.
Автобусные маршруты связывают город с Гренгом и Куртепеном, а водный транспорт на озере Муртензе — с другими прибрежными населенными пунктами.

## Культура и спорт
В Муртене имеется театр под открытым небом, где организуются различные концерты, в том числе летний Муртенский фестиваль классической музыки. В начале марта в городе также проводится межрегиональный фестиваль Муртенская Масленица.
В городе имеются футбольные и теннисные площадки, теннисный зал и закрытый бассейн.

## Туризм и достопримечательности
Основные туристические достопримечательности расположены в хорошо сохранившейся старой части города, окруженной крепостными стенами с башнями.
Старый город является памятником архитектуры национального значения. Он сохранил типичную прямоугольную форму плана средневековых городов с центральной площадью примерно 300 × 200 метров. Здания в этом районе города в основном относятся к эпохе барокко XVII—XVIII веков.
Крепостная стена вокруг Муртена является одним из наилучшим образом сохранившихся средневековых укреплений Швейцарии. Она была построена в 1238 году и в дальнейшем несколько раз реконструировалась, поднималась вверх и усиливалась. В XX веке стена подверглась обширной реставрации. Крепостная стена имеет высоту в среднем 8,5 метров и 12 башен различной конструкции и размера. Город имел 2 главных въезда. Бернские ворота с северо-восточной стороны в окончательной форме были построены в 1778 году.
В юго-западной части старого города возвышается замок, строительство которого начато в середине XIII Петром II, герцогом Савойским. Старейшая сохранившаяся часть замка — это массивная четырехугольная главная башня. Наружные стены замка соединяются с городскими укреплениями и усилены полукруглыми башнями. Жилые помещения замка неоднократно перестраивались, прежде всего во время преобразования замка в резиденцию назначавшегося Швейцарской Конфедерацией инспектора (значительные изменения имели место с 1476 по 1540 год и в конце XVIII века). В настоящее время замок представляет собой сочетание различных архитектурных стилей от поздней готики и ренессанса до барокко. В настоящее время в замке располагается префектура коммуны Муртен.
Ниже замка находится старая городская мельница, построенная в 1578 году, в которой размещается экспозиция исторического музея.
Среди исторических зданий также выделяются немецко-реформистская приходская церковь в стиле барокко и дом пастора, построенный в 1732 году. Городская ратуша была возведена в 1474 году путём реконструкции двух бывших частных домов.
Ниже старого города расположены дома ремесленников в позднее-готическом стиле в районе Руф. За пределами городских стен находится католическая церковь Святого Маврикия, построенная в 1885-87 гг. в стиле псевдоготики. Северо-восточнее города в деревушке Лёвенберг расположен одноименный замок XVII века.
В 2002 году историческая часть Муртена стала одной из пяти площадок проведения Швейцарской выставки «Expo.02». В качестве символа выставки был использован металлический куб — «Монолит», установленный на бетонном основании в Муртензе примерно в 200 метрах от гавани по проекту архитектора Жана Нувэля.